# Tanel Padar
Tanel Padar (27 de octubre de 1980) es un cantante estonio nacido en Haljala. 
Comenzó su carrera musical tras ganar un concurso de jóvenes talentos en la televisión de Estonia, Kaks takti ette, en 1999. En el año 2001 gana el Festival de Eurovisión en Copenhague haciendo un dúo con Dave Benton, interpretando el tema "Everybody". Para ello también contaron como coristas a la banda 2XL (llamados Soul Militia desde 2002). No era su primera experiencia en el festival, en el año 2000 había acudido como corista de la participación de Estonia, Once in a lifetime de Ines, que alcanzó la cuarta posición.
Padar actúa con la banda The Sun, con la que es muy conocido en Estonia. Su tema "Hopelessness you" entró en el MTV World Chart Express. Tanel se casó con la modelo Katarina Kalda aunque se divorció al poco tiempo. Su hermana, Gerli Padar, representó también a Estonia en Eurovisión, en este caso en 2007, con el tema "Partners in Crime", que no pasó de la semifinal quedando la 22º con 33 puntos.

## Discografía
- 2005 The Sun: Greatest Hits
- 2005 Veidi valjem kui vaikus
- 2006 Tüdrukune (Maxi)
- 2006 Milles On Así? (Maxi)
- 2006 100% Rock'n'roll
- 2007 The Sun Live 2006
- 2008 Here Comes The Sun
- 2008 Unisex